# Alhóndiga de Granaditas

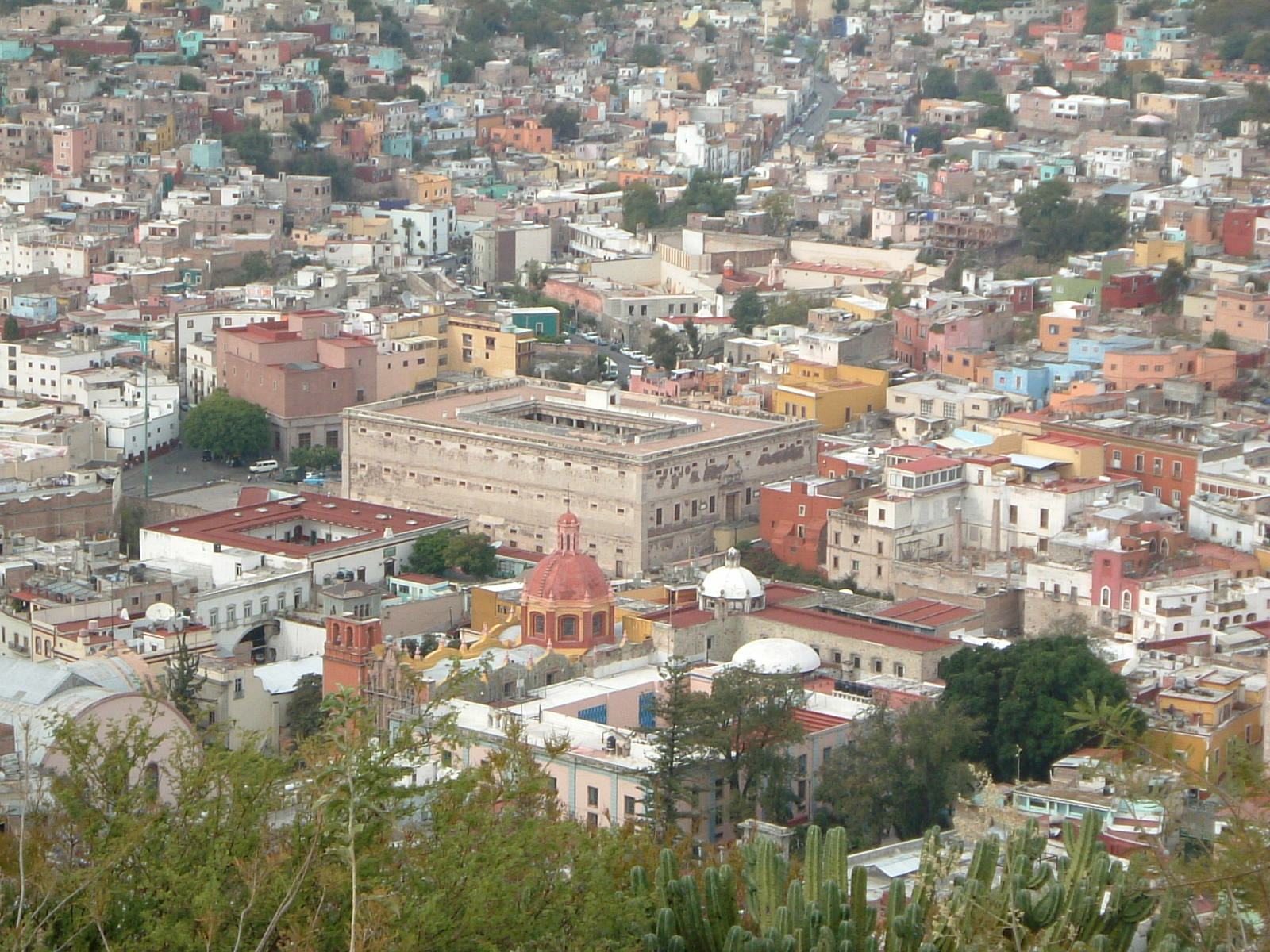
Alhóndiga de Granaditas in Guanajuato

Het Alhóndiga de Granaditas is een voormalige openbare graanschuur in Guanajuato, Mexico.
Het is gebouwd tussen 1798 en 1809, in opdracht van Juan Antonio de Riaño y Bárcena, de koloniale kwartiermeester van Guanajuato. Het Alhóndiga de Granaditas meet 71 bij 68 meter en is 23 meter hoog. Van buiten is het gebouw nauwelijks verfraaid, waardoor het de indruk geeft van een fort. Binnenin is echter een binnenplaats met zuilen, balkons en versieringen.
Tijdens de Mexicaanse Onafhankelijkheidsoorlog verschansten Riaño en andere leden van de lokale elite zich in het Alhóndiga de Granaditas, toen op 28 september 1810 de rebellen van Miguel Hidalgo Guanajuato aanvielen. Riaño geloofde dat het gebouw een goede verdediging zou bieden tegen aanvallen van de rebellen. Al snel hadden de opstandelingen het gebouw omsingeld en gooiden ze met stenen. Riaño kwam bij deze aanval om het leven. De opstandelingen besloten de oostelijk deur plat de branden om zo de verdedigers te kunnen aanvallen. De man die werd gekozen om deze taak uit te voeren was Juan José Martínez "El Pípila," een buitengewoon sterke mijnwerker. Hij bond een grote afgeplatte steen op zijn rug om zich te verdedigen van de stenen- en kogelregen. Hij goot petroleum over de deur en stak die in brand. De deur brandde snel af en de opstandelingen stormden naar binnen, geleid door Marínez. De meeste personen die zich schuilhielden in het Alhóndiga werden om het leven gebracht. Onder de overlevenden bevond zich Lucas Alamán, die later bekend zou worden als historicus. Nadat hij dit bloedbad had meegemaakt, werd hij een overtuigd conservatief die meende dat regering door de massa's alleen maar op chaos en bloedvergieten zou uitlopen.
Tegenwoordig doet het gebouw dienst als museum.